# Luisa Santamaría
Luisa Santamaría Moreno (Valencia, 1827-1883) fue una cantante y actriz de zarzuela española.

## Trayectoria
Nació en Valencia en 1827, aunque algunas fuentes la asocian a Cádiz. Era hija de Benita Moreno, hermana de la también cantante y actriz Ángela Moreno, y nieta de Francisco Javier Moreno, primer violín de cámara del infante Gabriel de Borbón. Comenzó su formación musical con su madre y posteriormente ingresó como interna en un colegio de París, donde completó sus estudios. Hacia 1848 regresó a España y emprendió su carrera artística contratada como tiple secundaria en compañías de ópera italianas, con las que recorrió diversas provincias. 
En 1850, se incorporó al Teatro Real y en 1851 interpretó el papel de Adalgisa en la ópera Norma. Durante una estancia en Santiago de Compostela, conoció a Juan Losada y Astray, con quien contrajo matrimonio en Madrid el 7 de noviembre de ese mismo año. Tras el matrimonio, Santamaría se retiró de los escenarios por un breve periodo. Ante las limitadas oportunidades en el ámbito operístico, en 1852 decidió dedicarse a la zarzuela, incorporándose al Teatro del Circo como primera tiple.  Su interpretación del personaje de Sofía en El estreno de una artista, de Joaquín Gaztambide, —quien compuso varias piezas expresamente para ella—, la dio a conocer al público.
En 1854 formaba parte de una compañía lírica gaditana junto al tenor Belart, aunque al regresar a Madrid retomó su actividad en el Teatro del Circo. También trabajó en el Teatro de la Zarzuela como primera soprano junto a Josefa Murillo. En 1860 formó junto a otros artistas desempleados, la Compañía a Partido, que se consideró la primera competencia formal de la Compañía de la Zarzuela, donde formó un trío de tiples junto a Murillo y Matilde Villó.  Además de las obras de Gaztambide, estrenó composiciones de Cristóbal Oudrid, Emilio Arrieta, y otros autores. Actuó durante varias temporadas en Andalucía, con estrenos como Jugar con fuego y El diablo en el poder, entre otros. Con el tiempo, se consolidó como una figura destacada del teatro lírico entre las décadas de 1860 y 1870, especialmente en zarzuelas de temática romántica e histórica.
A lo largo de su trayectoria, a parte de en Madrid, actuó en los principales teatros de Barcelona, Zaragoza, Sevilla, Granada y Málaga. En 1878,  se conservan referencias documentales de sus actuaciones en escenarios madrileños, aunque posteriormente su actividad artística fue disminuyendo progresivamente hasta que dejó de mencionarse su nombre en los repertorios teatrales.

## Estrenos
| Zarzuela                 | Año de estreno | Autor               | Personaje             | Imágenes |
| ------------------------ | -------------- | ------------------- | --------------------- | -------- |
| Norma                    | 1851           | Bellini             | Adalgisa              |          |
| Jugar con fuego          | 1851           | Barbieri            |                       |          |
| Estreno de un artista    | 1852           | Gaztambide          | Sofía                 |          |
| El Manzanares            | 1852           | Barbieri            |                       |          |
| La flor de Zurguén       | 1852           | Inzenga             |                       |          |
| El dominó azul           | 1852           | Arrieta             | Marquesa de San Marín |          |
| La espada de Bernardo    | 1853           | Barbieri            |                       |          |
| La cotorra               | 1853           | Gaztambide          |                       |          |
| El alcalde de Tronchón   | 1855           | Oudrid              |                       |          |
| El diablo en el poder    | 1855           | Barbieri            |                       |          |
| Juan Lanas               | 1857           | Fernández Caballero |                       |          |
| Campanone                | 1857           | Guiseppe Mazza      |                       |          |
| Un cocinero              | 1858           | Fernández Caballero |                       |          |
| El juramento             | 1858           | Gaztambide          | Baronesa              |          |
| Compromisos del no ver   | 1859           | Barbieri            |                       |          |
| Enlace y desenlace       | 1859           | Oudrid              |                       |          |
| El diablo las carga      | 1860           | Gaztambide          |                       |          |
| La cruz del valle        | 1860           | Antonio Reparaz     |                       |          |
| El paraíso de Madrid     | 1860           | Antonio Reparaz     |                       |          |
| Ardides y cuchilladas    | 1860           | Antonio Reparaz     |                       |          |
| El castillo maldito      | 1860           | Rovira              |                       |          |
| La reina Topacio         | 1861           | Fernández Caballero |                       |          |
| El agente de matrimonios | 1862           | Arrieta             |                       |          |
| Del palacio a la taberna | 1862           | Gaztambide          |                       |          |
| Compuesto y sin novia    | 1875           | Oudrid              |                       |          |
| La Marsellesa            | 1876           | Fernández Caballero |                       |          |